# علي سالم تامك
'''علي سالم التامك''' (مواليد 24 ديسمبر 1973 بمدينة آسا) هو ناشط صحراوي ونقابي، يشغل منصب رئيس جمعية الصحراويين المدافعين عن حقوق الإنسان (كوديسا).<ref>https://www.frontlinedefenders.org/ar/profile/ali-salem-tamek</ref>.

## السيرة الذاتية
تم سجن علي سالم عدة مرات بسبب الأنشطة التي يمارسها، كما تم طرده من وظيفته وصودر جواز سفره لفترة طويلة من الوقت. في 13 سبتمبر 1993، اعتقل للمرة الأولى جنبا إلى جنب مع غيره من الصحراويين على الحدود في منطقة طاطا، حيث كان يحاول الانضمام إلى جبهة البوليساريو، وقد حكم عليه بالسجن سنة واحدة وغرامة مالية قدرها 10000 درهم. وفي 24 تشرين الثاني/نوفمبر من سنة 1997 اعتقل مرة أخرى لكن هذه المرة في مدينة الداخلة حيث كان يحاول عبور الحدوة. منذ عام 1997، عمل في الإدارة المحلية كموظف في منطقة آسا الزاك، ولكن في نيسان/أبريل 2002 تم اعتقاله بشكل تعسفي وتم نقله بعد ذلك قسرا إلى مكناس التي تبعد بحوالي 1300 كم عن منزله. في أواخر عام 2002 حكم عليه بالسجن لمدة سنتين مع غرامة وصلت إلى 10,000 درهم وذلك بعد اعتقاله في 26 آب في الرباط بتهمة تقويض الأمن الداخلي للدولة، وقد أثار هذا الاعتقال مجموعة من ردود الأفعال  مما دفع منظمة العفو الدولية إلى اعتباره سجين رأي. لكنه في المقابل التهم من طرف الدولة المغربية بكونه وكيل عن جبهة البوليساريو، وهو ما أنكره علي سالم جملة وتفصيلا، كما أنه اعترف أن هدفه من كل هذا هو دعم عقد الأمم المتحدة الذي ينص على إجراء استفتاء على الاستقلال، كما أنه صرح في العديد من المناسبات أن لديه رغبة كبيرة في أن تصبح الصحراء الغربية دولة مستقلة تحت إشراف الجمهورية العربية الصحراوية الديمقراطية.
أثناء سجنه، خاض علي سالم العديد من الإضرابات عن الطعام أشهرها إضراب عام 2003 الذي شارف فيه على الوفاة بسبب تردي صحته، قبل أن يُطلق سراحه في عفو ملكي بتاريخ 7 يناير 2004 بناء على أوامر من هيئة الإنصاف والمصالحة. وبسبب ظروف الاحتجاز في السجون المغربية، فقد ساءت حالته الصحية (خصوصا أنه يعاني من الربو، الروماتيزم، الجلد والحساسيةوغيرها من الأمراض).
عانى علي سالم من حملات التشهير في الصحافة المغربية، وكان يشكو من العديد من المضايقات والتهديدات بتصفيته وتصفية عائلته، وقد ذكرت زوجته عائشة رمضان في عام 2005 أنها تعرضت للاغتصاب قبل سنتين (أي في 2003) من قبل خمسة من رجال الشرطة أمام عيني ابنتها التي كانا تبلغ حينها 3 سنوات، وقد أعلن علي في وقت لاحق عن هذه الحادثة وصرح بأن واحدا منهم كان إبراهيم التامك ابن عم زوجها، ومبارك أرسلان عضو في المديرية العامة للأمن الوطني. هذا وتجدر الإشارة إلى أن زوجته طلبت حق اللجوء السياسي في إسبانيا. كما أن السلطات المغربية رفضت الاعتراف باسم ابنتهما الأولى والتي كان من المفترض تسميتها بـ ثورة.
في 8 تشرين الأول من عام 2009، اعتقل علي مع ستة آخرين من الصحراويين الناشطين في مجال حقوق الإنسان (كانت جمعيتهم معروفة باسم «الدار البيضاء 7») في مطار محمد الخامس الدولي وذلك بعد عودته من زيارة أفراد الأسرة في مخيمات اللاجئين الصحراويين في تندوف، بالجزائر. وقد حكم عليه القاضي بتهمة تهديد أمن الدولة، وأرسلت القضية مباشرة إلى المحكمة العسكرية. ليعلن فيما بعد أنه من سجناء الرأي من قبل مجموعة من المنظمات على رأسها منظمة العفو الدولية.
بدأ كل من علي سالم التامك وإبراهيم دحان ثم أحمد الناصري في 23 نيسان/أبريل 2011 إضرابا عن الطعام احتجاجا على ظروف اعتقالهم التي وصفوها بالتعسفية والهمجية.

## الجوائز والترشيحات
'''جائزة التضامن "خوان أنطونيو غونثاليث كارابايو"''' (2005): منحت له في إشبيلية، إسبانيا، من طرف جمعية "أصدقاء الشعب الصحراوي في إشبيلية"، اعترافًا بجهوده في الدفاع عن حقوق الإنسان وقضية الصحراء الغربية.
'''جائزة "خوسيه مانويل مينديث" لحقوق الإنسان والعدالة الاجتماعية''' (2010): منحت له من قبل منصة المواطنين "أسامبليا بور تينيريفي" بإسبانيا، تقديراً لنضاله السلمي من أجل تقرير مصير الشعب الصحراوي.